# فیلاندر پاسرخ
فیلاندر پاسرخ (نام علمی: Thylogale stigmatica) کیسه‌داری از تیره درازپایان، سردهٔ کیسه‌راسوها است که در استرالیا و گینه نو یافت می‌شود. در سیاهه قرمز IUCN، این جانور در وضعیت کمترین نگرانی طبقه‌بندی شده‌است.